# Давітаханян Давид Григорович
Давид Григорович Давітаханян (груз. დავითხანიანი დავით გრიგოლის ძე; 1888-1957) — вірменський і грузинський політик, член Установчих зборів Грузії (1919—1921). Член ЦК партії «Дашнакцутюн».

## Біографія
Народився 1888 року у Тифлісі. Етнічний вірменин. Навчався в єпархіальному училищі в Єревані, потім закінчив Тифліське комерційне училище. Готувався продовжити навчання в Імператорському Санкт-Петербурзькому університеті, але був заарештований 11 квітня 1908 року за політичну діяльність і провів один рік у в'язниці. Незабаром після визволення, у 1910 році, був заарештований знову і висланий до Росії, звідки йому вдалося виїхати за кордон. У 1914 році отримав ступінь політичної економії в Лейпцизькому комерційному інституті.
У 1914 році повернувся до Тифлісу. 1918 року обраний членом парламенту Демократичної Республіки Грузії, де представляв партію «Дашнакцутюн».
У вересні 1919 був обраний членом Установчих зборів Грузії за партійним списком Дашнакцутюн. 7 листопада 1919 року відмовився від свого депутатського мандата. Був представником Міністерства продовольства та постачання Республіки Вірменія у Грузії. Залишив Грузію в 1921 році під час радянської окупації Грузії. До 1923 року жив у Стамбулі, потім переїхав до Берліна.
Під час Другої світової війни брав участь у визволенні вірменських військовополонених. З 1945 по 1949 роки жив і працював у Штутгарті, потім переїхав до Парижа. З 1951 року жив з сім'єю в Буенос-Айресі, Аргентина. Редагував вірменську щоденну газету «Вірменія».